# Plata nativa
La plata nativa es un mineral de la clase de los minerales elementos, perteneciente al grupo del cobre. Es uno de los metales nativos más comunes y se empezó a extraer en tiempos prehistóricos. Tiene usos en la orfebrería y las industria.

## Características
La plata nativa se caracteriza por su  ductilidad y maleabilidad. Tiene la mayor conductividad eléctrica y térmica de los metales, junto a un color blanco que resalta debido a su lustre y reflexión. Cristaliza en el sistema cúbico.

## Aleaciones
La plata nativa forma dos soluciones sólidas: En la primera se sustituye gradualmente la plata por oro, siendo perfectamente mezclables al tener un similar tamaño y cristalización en el sistema cúbico. Cuando ambos elementos se encuentran entre un 20 % de plata y  80 % de oro, la aleación se denomina electro.
La segunda es la plata de Britania, se forma con una sustitución de plata y cobre, conformada por 95.84 % de plata y el resto por cobre.

## Yacimientos
La plata nativa normalmente se encuentra asociada con minerales de cuarzo, oro, cobre y otros compuestos metálicos, como sulfuros y teluluros.
Se puede hallar en todo el mundo en rocas metamórficas, vetas epitermales e hidrotermales. Los minerales con los que está normalmente asociada  incluyen a la pirita, silvanita, hessita, acantita, argentita, boleíta, clorargirita, petzita, pirargirita, alargento y proustita.
Los principales países productores son  México, Perú y China.

## Aplicaciones
Su uso en la industria es como catalizador de reacciones en oxidación, soldaduras en dispositivos electrónicos así como circuitos, en la acuñación monetaria, creación de joyería y en la medicina como antibacterial.